# Папоян, Папик Григорьевич
Папик Григо́рьевич Папоян (25 октября 1929, Ленинакан — 24 августа 2006, США) — советский футболист, защитник.
Выступал за команды второго (1951—1956, 1958—1962) и третьего (1963—1964) эшелонов советского футбола «Динамо» Ереван (1951—1953), «Спартак» Ереван (1954—1956), «Ширак» Ленинакан (1958—1964). В «Шираке» был капитаном.
Финалист Кубка СССР 1954 года.
Участник Спартакиады народов СССР 1956 года в составе сборной Армянской ССР.